# 난부 도시모치 (1808년)
난부 도시모치(일본어: 南部利用, 1808년 1월 16일 ~ 1821년 9월 17일)는 일본 에도 시대의 다이묘로, 모리오카번의 11대 번주이다. 어릴적 이름은 고마고로(駒五郎), 기치지로(吉次郎)이다.
난부 노부스케의 맏아들로 태어났으며, 어머니는 산노헤 노부오키의 딸이다. 1820년에 10대 번주 난부 도시타카가 사망하자, 양자로서 그 뒤를 이어 번주가 되었다. 재임 중이던 1821년 음력 4월에 모리오카 번의 낭인이던 소마 다이사쿠가 히로사키번의 번주 쓰가루 야스치카를 암살하려 했던 소마 다이사쿠 사건이 일어났다. 그해 음력 5월, 도시모치는 정원의 나무에 올라 놀던 중에 추락하여, 그때 입은 상처가 깊어져 음력 8월 12일에 14세의 나이로 사망하였다. 후사가 없는 번주의 죽음으로 막부로부터 영지를 삭감 혹은 몰수당할 것을 우려한 가신들은 도시모치가 아직 쇼군을 알현하지 않았다는 데에 착안하여, 비교적 나이도 비슷하고 용모도 닮았던 난부 노부키요의 셋째 아들 젠타로를 대신 내세워 '난부 도시모치'로 삼았다.
| 전임 난부 도시타카 | 제11대 모리오카번 번주 1820년 ~ 1821년 | 후임 난부 도시모치 |